# Satoru Suzuki
Satoru Suzuki (jap. 鈴木 悟 Suzuki Satoru; ur. 19 lipca 1975) – japoński piłkarz występujący na pozycji obrońcy.

## Kariera klubowa
Od 1998 do 2006 roku występował w klubach Cerezo Osaka i Kyoto Purple Sanga.